# Till Österland
Denna artikel handlar om filmen Till Österland, för sången, se Till Österland vill jag fara.
Till Österland är en svensk film från 1926 i regi av Gustaf Molander. Filmen utgjorde fortsättningen på Ingmarsarvet från 1925. 

## Om filmen
Filmen premiärvisades 1 februari 1926. Filmen spelades in i Filmstaden Råsunda med exteriörer från Torsång i Dalarna, Jaffa och Jerusalem i Brittiska Palestinamandatet, av J. Julius. Förlaga var  Selma Lagerlöfs roman Jerusalem II: I det heliga landet, som utgavs 1902. Ytterligare en film baserad på romansvitens andra del I det heliga landet är Jerusalem från 1996.

## Rollista i urval
- Lars Hanson – Ingmar Ingmarsson
- Jenny Hasselquist – Barbro, hans hustru
- Mona Mårtenson – Skolmästarns Gertrud
- Harald Schwenzen – Hök Gabriel Mattsson
- Ivan Hedqvist – Stark-Anders
- Gabriel Alw – Den okände
- Edvin Adolphson – Stig Börjesson
- Nils Arehn – Skolmästarn
- Ida Brander – Hans hustru
- Knut Lindroth – Berger Sven Persson